# Parazalepidota clusiae
Parazalepidota clusiae är en tvåvingeart som beskrevs av Maia 2001. Parazalepidota clusiae ingår i släktet Parazalepidota och familjen gallmyggor. Inga underarter finns listade i Catalogue of Life.